# Raión de Kandalakcha
El raión de Kandalakcha (ruso: Кандала́кшский райо́н) es un distrito administrativo y municipal (raión) ruso perteneciente a la óblast de Múrmansk. Se ubica en el suroeste de la óblast. Su capital es Kandalakcha.
En 2019, el raión tenía una población de 42 771 habitantes.
El raión es limítrofe al sur con la República de Carelia y fronterizo al oeste con Finlandia. Al este tiene salida al mar Blanco a través del golfo de Kandalakcha.

## Subdivisiones
Comprende la ciudad de Kandalakcha (la capital), el asentamiento de tipo urbano de Zelenoborski y los asentamientos rurales de Alakurti y Zarechensk. Estas cuatro entidades locales suman un total de 23 localidades.